# Вішня-Мала
Вішня-Мала (пол. Wisznia Mała, нім. Wiese) — село в Польщі, у гміні Вішня-Мала Тшебницького повіту Нижньосілезького воєводства.
Населення — 766 осіб (2011).
У 1975-1998 роках село належало до Вроцлавського воєводства.

## Демографія
Демографічна структура станом на 31 березня 2011 року:
|          | Загалом | Допрацездатний вік | Працездатний вік | Постпрацездатний вік |
| -------- | ------- | ------------------ | ---------------- | -------------------- |
| Чоловіки | 350     | 58                 | 267              | 25                   |
| Жінки    | 416     | 90                 | 256              | 70                   |
| Разом    | 766     | 148                | 523              | 95                   |